# 亞撲塞歐古·姆奇那那
亞撲塞歐古·姆奇那那（鄒語：Yapsueongʉ muknana），又稱雅帕舒有烏，是台灣鄒族傳說中特富野社（Tfuya）的一位征帥（Eozomʉ/Yuozomx/Yuozomü），擁有特殊且強大的異能，為頭目雅伊布谷（Yaipuku）帶領部落拓展勢力時的重要幫手。

## 能力與形象
亞撲塞歐古是特富野社中的大力士，傳說他身材魁梧、身高是正常人的三倍，使用的長槍還特別粗重、柄上鑲著一個杵，與他對上的人往往都是以身首異處或骨頭挫傷等悽慘的方式而死；此外，他的皮膚也相當堅硬厚實、勝過樹皮，因此人們的武器都沒辦法對他造成傷害。
另外，他飯量也很大，是正常人的三倍，因此他又被稱為「蔑埃西」（Meaishi），意指飯量很大的人。

## 傳說
亞撲塞歐古作為特富野社的征帥，是頭目雅伊布谷最信任的人之一，他利用自己的能力，在關鍵的戰爭中往往身赴前線、給敵人造成相當大的恐慌和損失。

### 伊姆諸戰爭
在特富野社和伊姆諸社（Imucu）因為勢力問題而發生戰爭後，有一次雅伊布谷趁著對方中計、放低警戒心時帶領族人包圍了伊姆諸社的壯丁所聚集庫巴（男性會所），並且由亞撲塞歐古帶領發動襲擊，儘管面對30人以上的軍隊，他仍然直直殺進庫巴中，重創對方的戰力，其他特富野社的壯丁才有機會跟著攻入其中，伊姆諸社的弓箭和長槍完全沒辦法對他造成傷害，他整場戰爭下來只被打斷了兩顆牙齒，而這次的大勝也讓伊姆諸社無力再戰。

### 達庫布揚
過去特富野社常跟鄰近的達庫布揚人（Takupuyanʉ，布農族蘭社群）發生衝突，雅伊布谷後來為了和談，帶著亞撲塞歐古、兩個人沒有武裝就走進了他們的部落中，儘管達庫布揚人人數眾多，但迫於亞撲塞歐古的強大，沒有人敢阻止他們，後來在談判時，因為前幾天剛有部落的人被特富野社獵首，達庫布揚人拒絕和談，還當場向他們發動攻擊，但兩人一點都不害怕，亞撲塞歐古當場抓住一隻活豬撕成碎片，嚇得對方立刻打消戰鬥的念頭、放下武器願意和談。